# Stefán Þórðarson
Stefán Þór Þórðarson (født 27. marts 1975 i Akranes, Island) er en islandsk tidligere fodboldspiller (angriber).
På klubplan var Þórðarson gennem sin karriere blandt andet tilknyttet ÍA i sin fødeby, Östers og IFK Norrköping i Sverige samt Stoke City i England. Han stoppede sin karriere i 2011.
Guðjónsson spillede desuden seks kampe for Islands landshold. Han debuterede for holdet 6. juni 1998 i en venskabskamp mod Sydafrika, og spillede sin sidste landskamp 28. maj 2008 i et opgør mod Wales.